# Planfoy
Planfoy é uma comuna francesa na região administrativa de Auvérnia-Ródano-Alpes, no departamento de Loire. Estende-se por uma área de 12,27 km². Em 2010 a comuna tinha 1 077 habitantes (densidade: 87,8 hab./km²).